# Росен Босев
Росен Асенов Босев е български писател белетрист, автор на сатирична литература, журналист, син на детския писател Асен Босев. Баща е на журналиста Росен Босев.

## Биография
Роден е на 4 април 1946 в София. Завършва гимназия с преподаване на руски език, а през 1970 г. – Българска филология в Софийския университет. Още от студентската скамейка сътрудничи на столични вестници и списания.
Работи като кореспондент на вестник „Стършел“ в Бургас и Враца (1969-1975), а по-късно като редактор в него. От 1975 до 1977 г. е редактор в отдел „Белетристика“ на изд. „Български писател“, след това е зам. завеждащ отдел „Литература и изкуство“ във в. „Работническо дело“, първи зам. гл. редактор на в. „Литературен фронт“, директор на издателство „Народна младеж“, член на групата писатели към Министерство на народната отбрана.
Приет е в редовете на БКП през 1966 г. Росен Босев работи за укрепване и развитие на Димитровския комунистически младежки съюз (ДКМС). Член на Съюза на българските писатели (СБП). Бил е председател на Кабинета на младия писател и член на партийното бюро на организацията на Българската комунистическа партия към СБП, член на Централния комитет (ЦК) на ДКМС и кандидат-член на бюрото на ЦК на ДКМС, член на Комитета за култура, първи зам. председател на Националния клуб на Младата художественотворческа интелигенция (МХИ).
Носител е на орден „Кирил и Методий“ от наградната система на НРБ.
На него принадлежи сентенцията, че биографията на човека се състои от годината на раждането, от тире и годината на последното му отпътуване, но тъй като тирето е знак за пряка реч, трябва да се каже, каквото има да се каже.
От 1969 до 1973 г. е женен за актрисата Анета Сотирова. В интервю от 2015 г. тя споделя, че Босев е страдал от алкохолизъм през последните години от живота си. Има син на име Росен от втория си брак – с актрисата Елена Димитрова.
Росен Босев слага край на живота си на 41-годишна възраст на 18 януари 1988 г. в София.

## Творчество
Първите му публикации са във вестниците „Средношколско знаме“ и „Стършел“.
Росен Босев е автор на:
- „Една нощ в зоологическата градина“ (детска куклена пиеса в съавторство с Васил Сотиров)
- „Напред през росата“ (сборник с разкази, 1973, награда „Южна пролет“ и награда Васил Воденичарски)
- „Портрети на небесни тела“ (роман, 1979, награда на ЦК на ДКМС)
- „Небесен дом“ (сборник с разкази, 1977, награда на СБП)
- „Пясъчен часовник“ (пътепис за Туркмения, 1983)
- „Иронична проза“ (сборник с разкази, 1985, награда на СБП)
- „Един много зеленоок човек...“ (сборник с разкази, 1996)

Негови книги са и сборниците от поредицата на вестник „Стършел“:
- „Усмивка под мустак“ (1973)
- „Синьо-зелено“ (1976, разказът „Синьо-зелено“ получава наградата „Млад ЕЖ“ в международния конкурс „Алеко“, 1975)
- „Как го презряха“

Преводач е на романа „Залежалата бъчвария“ от Василий Аксьонов, както и на хумористични разкази на Григорий Горин, Аркадий Арканов и др.

## Филмография (сценарист)
- Етюд за осата (1976)
- Вселекон (1974)